# Schloss Möckern

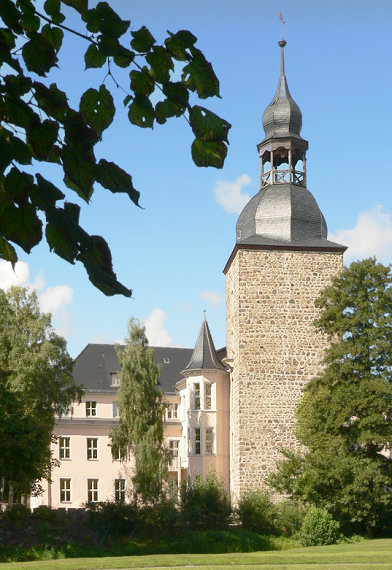
Schloss Möckern

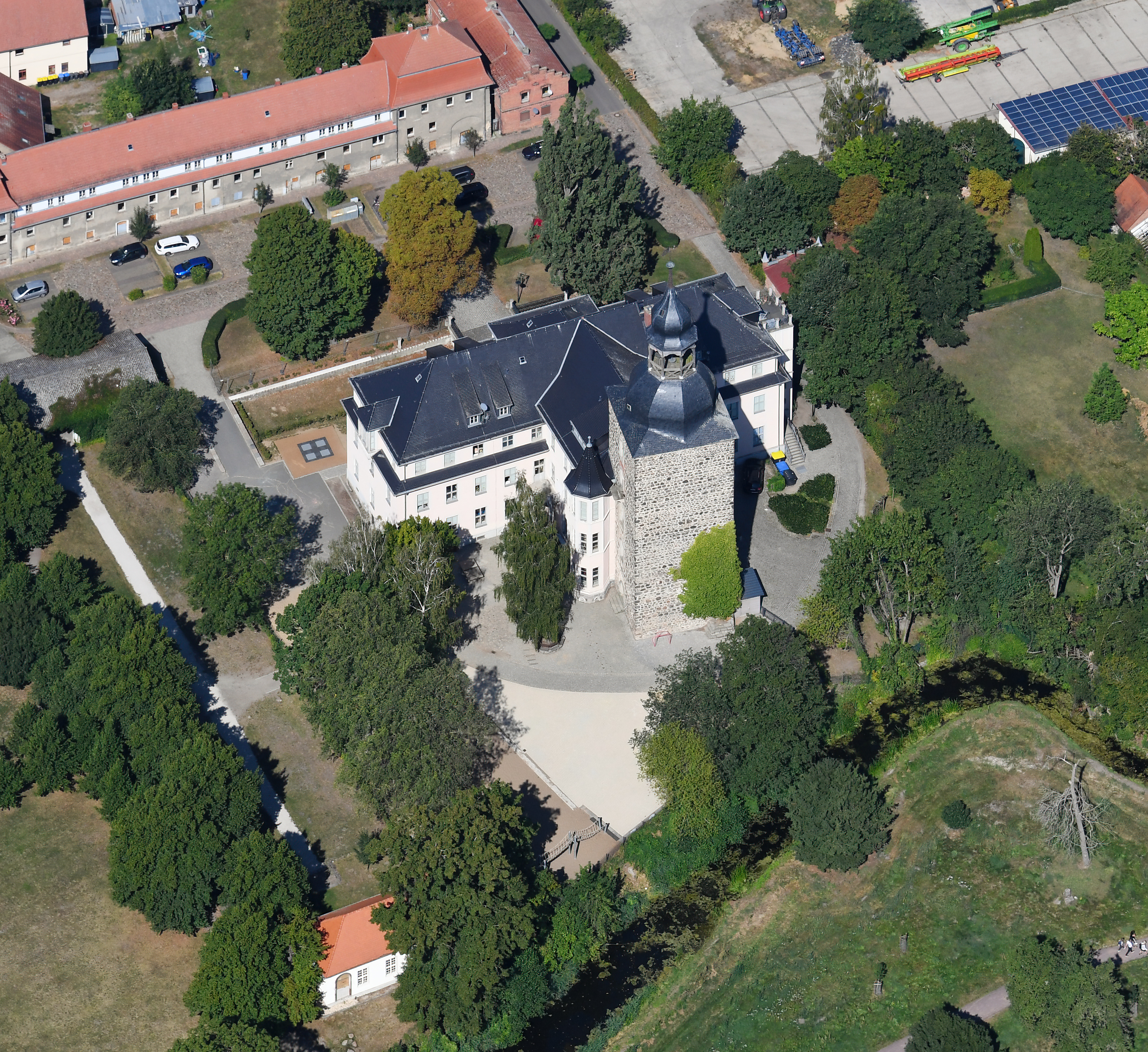
Schloss Möckern aus der Luft gesehen

Schloss Möckern ist eine frühere Schlossanlage in Möckern im östlichen Sachsen-Anhalt, die heute als Schule genutzt wird. Das Schloss mit englischem Landschaftspark liegt östlich des Marktplatzes nahe dem Ortszentrum. Das Schloss ist sowohl als Baudenkmal wie auch als Bodendenkmal unter Denkmalschutz gestellt.

## Entstehung
Die Anfänge des heutigen Schlosses liegen im 10. Jahrhundert, als sich an seiner Stelle eine slawische Wasserburg befand. Als älteste Teile der heutigen Anlage sind aus dem Mittelalter der Bergfried und die wassergefüllten Burggräben erhalten geblieben.
Der aus Feldsteinen errichtete Bergfried hat eine quadratische Grundfläche von 11 × 11 m und erstreckt sich über fünf Geschosse mit dem Zugang in neun Metern Höhe. Seine barocke gewölbte und vieleckige Haube, die von einer Laterne bekrönt wird, erhielt der Turm während des Schlossneubaus in den Jahren 1710 bis 1715.

## Schlossneu- und umbauten

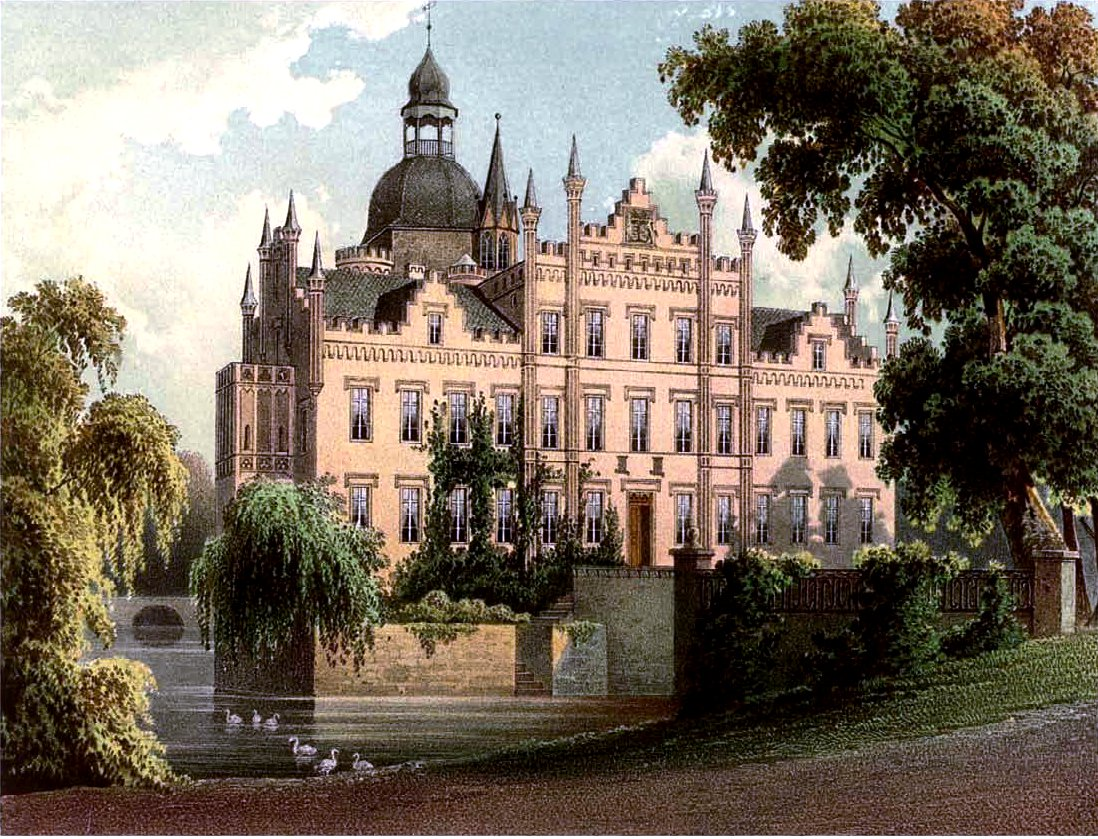
Schloss Möckern um 1864/65, Sammlung Alexander Duncker

Den Neubau veranlasste Christian Wilhelm von Münchhausen, der 1710 Schlossherr geworden war. Er baute die im Dreißigjährigen Krieg zerstörte Anlage wieder auf, und es entstand ein Schloss in Fachwerkbauweise. Anderthalb Jahrhunderte später baute der Besitzer Wilhelm Graf vom Hagen zwischen 1840 und 1863 das Schlossgebäude in den Formen um, wie sie im Wesentlichen heute noch erhalten sind. Es entstand südwestlich des Bergfrieds ein rechteckiger zweigeschossiger Hauptbau mit einer 13-gliedrigen Fensterfront, der mit dem Turm durch einen hervorspringenden über drei Geschosse aufragenden Baukörper verbunden ist. Anstelle des Fachwerkgebäudes war nun ein Schloss im Baustil der englischen Gotik mit spitzen Türmchen, Zinnen und Fensterverdachungen entstanden. Wilhelm Graf Hagen war es auch, der die Begüterung zum Familienfideikommiss bestimmte.

## 20. Jahrhundert
Zum Gutsbereich Möckern mit Vorwerk Lochow gehörten Anfang der 1920er Jahre 1805 ha Land, davon waren 1515 ha Forsten. Die gräfliche Familie vom Hagen, so Hilmar vom Hagen und zuletzt sein Sohn Rüdiger vom Hagen, besaß das Schloss bis zu ihrer Enteignung im Jahre 1945. Ab 1952 wurde das Schloss erneut umgebaut, um es als staatliches Archivdepot nutzen zu können. Dabei wurden die gotischen Schmuckformen entfernt und ein mit Fenstern versehenes Dachgeschoss aufgesetzt. 1991 wurde das Schloss unter finanzieller Beteiligung des Landes Sachsen-Anhalt für insgesamt 3,2 Millionen DM restauriert und als Schulgebäude für eine Grundschule eingerichtet. Hans-Dietrich Graf vom Hagen, Enkel des Rüdiger vom Hagen, kaufte nach der Deutschen Wiedervereinigung Teile des Gutes Möckern zurück.

## Landschaftspark

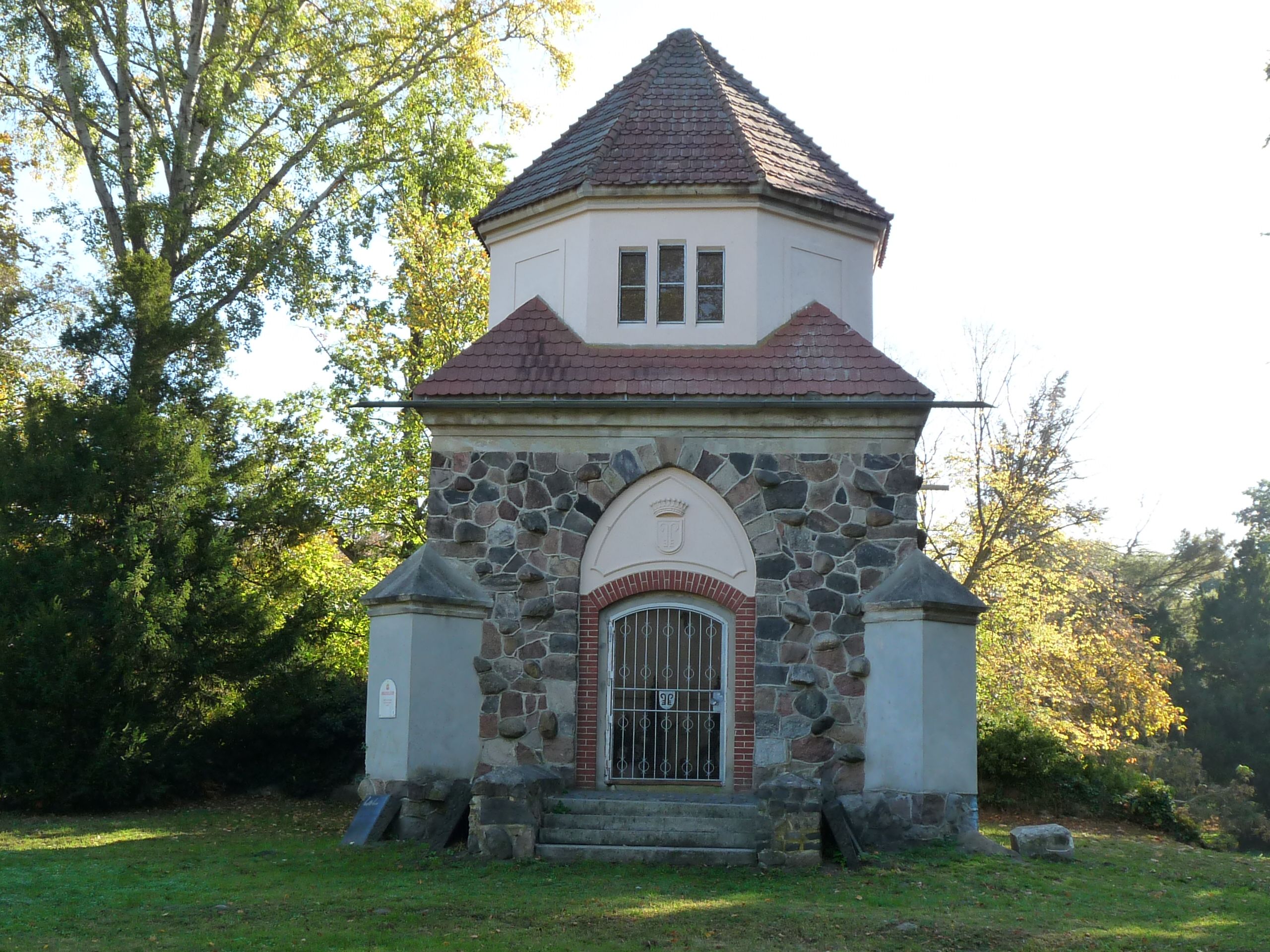
Mausoleum für die 1906 verstorbene Gräfin Erika vom Hagen

Östlich des Schlosses erstreckt sich der Schlosspark, der als englischem Landschaftspark gestaltet ist. Er wurde in der 2. Hälfte des 18. Jahrhunderts auf Veranlassung des Schlossherren Freiherr Ludwig Philipp vom Hagen unter Mitwirkung des Gartenarchitekten Friedrich Wilhelm von Erdmannsdorff angelegt. Seine Fertigstellung erfolgte erst unter Graf Christoph vom Hagen 1810. In den Park sind heute der alte Burggraben, Reste der Stadtmauer und Teiche integriert. Während der Park im Süden von der Stadtkirche begrenzt wird, steht in Schlossnähe das im schlichten klassizistischen Stil erbaute Teehaus. Außerdem befindet sich im Park ein aus Findlingen errichtetes quadratisches Mausoleum für die 1906 verstorbene Gräfin Erika vom Hagen, geborene von Itzenplitz, erste Ehefrau des Fideikommissherrn Rüdiger vom Hagen-Möckern.
2017 gründete sich ein Förderverein zum Erhalt des Schlossparks und seiner Wiederherstellung als englischer Landschaftspark.